# Ashes of Leviathan
Ashes of Leviathan war eine Co-Headlinertournee der US-amerikanischen Groove-Metal-Band Lamb of God und der Progressive-Metal-Band Mastodon.

## Entstehung
Die Tournee wurde am 6. Februar 2024 angekündigt und umfasst 29 Termine, davon 25 in den Vereinigten Staaten und vier in Kanada. Anlass der gemeinsamen Tournee sind die 20-jährigen Jubiläen ihrer Alben Ashes of the Wake von Lamb of God und Leviathan von Mastodon. Beide Bands werden die entsprechenden Alben jeweils komplett spielen. Das Album Ashes of the Wake wurde im Februar 2016 in den USA mit einer Goldenen Schallplatte für 500.000 verkaufte Einheiten ausgezeichnet. Leviathan ist ein Konzeptalbum, welches lose auf Herman Melvilles Roman Moby-Dick basiert und von Magazinen wie Revolver und Kerrang zum Album des Jahres 2004 ausgezeichnet wurde.
Als Vorgruppen reisen der ehemalige Slayer-Gitarrist Kerry King mit seiner Soloband und die englische Metal-/Hardcore-Punk-Band Malevolence mit. Bei einigen Konzerten tritt noch die US-amerikanische Metalcore-Band Unearth auf. Die Tour begann am 19. Juli 2024 im texanischen Grand Prairie und soll am 31. August 2024 in Omaha im US-Bundesstaat Nebraska enden. Beide Alben waren am 31. August 2004 in den USA erschienen. Bei allen Konzerten spielen Mastodon vor Lamb of God. Ein Höhepunkt der Tournee ist das vorletzte Konzert am 29. Juli 2024 im Red Rocks Amphitheatre.
Beide Bands spenden einen Teil der auf der Tournee erzielten Einnahmen an wohltätige Zwecke. Lamb of God unterstützt die Living the Dream Foundation, die Musikfans mit lebensbedrohenden Krankheiten unterstützt und Konzertbesuche und Backstagetreffen mit den Musikern ermöglichen. Mastodon wiederum unterstützen die Hirshberg Foundation for Pancreatic Cancer Research, die eine Behandlung und Heilung vom Bauchspeicheldrüsenkrebs zum Ziel hat. Im Jahre 2018 verstarb der langjährige Bandmanager Nick John an dieser Krankheit. Seitdem konnte die Band Spenden in Höhe von rund 60.000 US-Dollar für die Organisation sammeln.
Kurz vor Beginn der Tournee sprachen Lamb of Gods Gitarrist Mark Morton und Mastodons Bassist Troy Sanders Kerry King ihren Respekt dafür aus, dass King sich nicht zu schade dafür ist, mit seiner neuen Soloband im Vorprogramm aufzutreten. Er erinnerte sich daran, wie Kings alte Band Slayer seine Band und Mastodon immer wieder mit auf Tour genommen hat.

„Er stellt eine neue Band zusammen, schreibt ein neues Album, nimmt einen Knaller von Album auf und jetzt geht er auf Tournee und eröffnet für diese Typen, die einst für ihn eröffneten. Keine Verstellung, kein Ego, kein Hinter-den-Kulissen-Zeug, Primadonna-Gehabe, nichts davon. Weil er ist halt so.“

## Gemeinsames Lied
Am 12. September 2024 veröffentlichten Mastodon und Lamb of God die gemeinsame Single Floods of Triton. Die Single wurde in Mastodons bandeigenen Studio West End Sound in Atlanta aufgenommen und von Tyler Bates produziert. Die Idee dazu hatten Mastodon. Schlagzeuger Brann Dailor und Gitarrist Bill Kelliher fanden in ihrem Archiv ein Gitarrenriff, welches die Band seit Jahren immer wieder hervorholte, aber nie für ein Lied verwendet wurde. Dieses Mal funktionierte es und die beiden Musiker fragten Lamb of Gods Sänger Randy Blythe, ob er dazu singen wolle. Er willigte ein und besuchte die Band in Atlanta, wo er zusammen mit Mastodons Bassisten Troy Sanders den Text schrieb. Blyth schrieb dabei rund 75 Prozent. Die Idee zum Songtitel kam auf, als die Musiker sich über Triton unterhielten, der in der griechischen Mythologie den Sohn von Poseidon darstellt. Blythe schrieb die Zeile, in der es heißt, dass eine Flut kommen wird und Brann Dailor hatte das Bild davon, dass Triton diese Flut erzeugt.

## Konzerte
Soweit nicht anders angegeben, fanden die Konzerte in den Vereinigten Staaten statt. Die Konzerte am 8., 9. und 10. August 2024 fanden ohne Malevolence statt. Als Ersatz spielen Unearth.
| Datum 2024 | Stadt            | Veranstaltungsort                            |
| ---------- | ---------------- | -------------------------------------------- |
| 19. Juli   | Grand Prairie    | Texas Trust CU Theatre                       |
| 20. Juli   | Austin           | Germania Insurance Amphitheater              |
| 21. Juli   | Houston          | 713 Music Hall                               |
| 23. Juli   | Jacksonville     | Daily’s Place                                |
| 24. Juli   | Orlando          | Orlando Amphitheater                         |
| 25. Juli   | Alpharetta       | Ameris Bank Amphitheatre                     |
| 27. Juli   | Raleigh          | The Red Hat Amphitheater                     |
| 28. Juli   | Richmond         | Virgin Credit Union Live!                    |
| 30. Juli   | Pittsburgh       | Stage AE                                     |
| 31. Juli   | London           | Budweiser Gardens                            |
| 1. August  | Montreal         | Centre Bell                                  |
| 3. August  | Uncasville       | Mohegan Sun Arena                            |
| 4. August  | Manchester       | SNHU Arena                                   |
| 6. August  | Bangor           | Maine Savings Amphitheater                   |
| 8. August  | Reading          | Santander Arena                              |
| 9. August  | Cleveland        | Jacobs Pavillon                              |
| 10. August | Sterling Heights | Michigan Lottery Amphitheatre @ Freedom Hill |
| 13. August | Moorhead         | Bluestem Center for the Arts Amphitheater    |
| 15. August | Calgary          | Scotiabank Saddledome                        |
| 17. August | Penticton        | South Okanagan Events Centre                 |
| 18. August | Kent             | Accesso ShoWare Center                       |
| 21. August | Portland         | Theatre of the Clouds                        |
| 23. August | Los Angeles      | Kia Forum                                    |
| 24. August | Rio Rancho       | Rio Rancho Events Center                     |
| 25. August | El Paso          | El Paso County Coleseum                      |
| 27. August | Magna            | The Great Saltair                            |
| 29. August | Morrison         | Red Rocks Amphitheatre                       |
| 31. August | Omaha            | The Astro Amphitheater                       |

## Setlists
| Lamb of God (19. Juli 2024) 1. Laid to Rest 2. Hourglass 3. Now Youve Got Something to Die For 4. The Faded Line 5. Omerta 6. Blood on the Scribe 7. One Gun 8. Break You 9. What Ive Become 10. Ashes of the Wake 11. Remorse Is for the Dead 12. Memento Mori 13. Redneck | Mastodon (19. Juli 2024) 1. Blood and Thunder 2. I Am Ahab 3. Seabeast 4. Island 5. Iron Tusk 6. Megalodon 7. Naked Burn 8. Aqua Demntia 9. Hearts Alive 10. Joseph Merrick 11. More Than I Could Chew 12. Circle of Cysquatch 13. Steambreather |

| Kerry King (19. Juli 2024) 1. Where I Reign 2. Trophies of the Tyrant 3. Residue 4. Toxic 5. Idle Hands 6. Shrapnel 7. Raining Blood 8. Black Magic 9. From Hell I Rise | Malevolence (19. Juli 2024) 1. Malicious Intent 2. Life Sentence 3. Still Waters Run Deep 4. Self Supremacy 5. Higher Place 6. Keep Your Distance 7. On Broken Glass |

## Persönlichkeiten
| Lamb of God - Randy Blythe – Gesang - Willie Adler – Gitarre - Mark Morton – Gitarre - John Campbell – Bass - Art Cruz – Schlagzeug | Mastodon - Troy Sanders – Gesang, Bass - Brent Hinds – Gesang, Gitarre - Bill Kelliher – Gitarre - Brann Dailor – Gesang, Schlagzeug |

| Kerry King - Mark Osegueda – Gesang - Phil Demmel – Gitarre - Kerry King – Gitarre - Kyle Sanders – Bass - Paul Bostaph – Schlagzeug | Malevolence - Alex Taylor – Gesang - Josh Baines – Gitarre - Konan Hall – Gitarre - Wilkie Robinson – Bass - Charlie Thorpe – Schlagzeug | Unearth - Trevor Phipps – Gesang - Buz McGrath – Gitarre - Peter Layman – Gitarre - Chris O’Toole – Bass - Mike Justian – Schlagzeug |